# Crocidura
Crocidura is een geslacht binnen de familie van de spitsmuizen. 
Door de enorme grootte van het geslacht is lang gedacht dat het polyfyletisch zou blijken te zijn, maar een fylogenetische analyse heeft aangetoond dat Crocidura grotendeels monofyletisch is.  Het verwante geslacht Paracrocidura is echter mogelijk niet als apart geslacht vol te houden, aangezien het in die studie midden in Crocidura terechtkwam.

## Verspreiding
Met 179 soorten, merendeels in Afrika, is het het grootste geslacht van de zoogdieren. Het geslacht komt ook voor in Azië en Europa. In Zuidoost-Azië komt het zuidelijk voor tot Christmaseiland, Timor, Celebes en de Filipijnen. Op de Molukken zijn een aantal geïntroduceerde soorten aanwezig.

## Fossiele soorten
Enkele voorbeelden van fossiele soorten zijn Crocidura kornfeldi, Crocidura praeglacialis en Crocidura taungensis.

## Soorten
Er worden 229 soorten in dit geslacht geplaatst:
- Crocidura abscondita
- Crocidura aequicauda
- Crocidura afeworkbekelei
- Crocidura aleksandrisi
- Crocidura allex
- Crocidura andamanensis
- Crocidura anhuiensis
- Crocidura annamitensis
- Crocidura ansellorum – Ansells spitsmuis
- Crocidura arabica
- Crocidura arispa
- Crocidura armenica
- Crocidura attenuata
- Crocidura attila
- Crocidura australis
- Crocidura baileyi
- Crocidura baletei
- Crocidura balingka
- Crocidura baluensis
- Crocidura barapi
- Crocidura batakorum
- Crocidura beata
- Crocidura beccarii
- Crocidura binco
- Crocidura bloyeti
- Crocidura bottegi
- Crocidura bottegoides
- Crocidura brevicauda
- Crocidura brunnea
- Crocidura buettikoferi
- Crocidura caliginea – Afrikaanse nevelspitsmuis
- Crocidura canariensis – Canarische spitsmuis
- Crocidura caspica
- Crocidura caudicrassa
- Crocidura caudipilosa
- Crocidura cinderella
- Crocidura congobelgica
- Crocidura cranbrooki
- Crocidura crenata
- Crocidura crossei
- Crocidura cyanea
- Crocidura cypria
- Crocidura darvishi
- Crocidura denti
- Crocidura desperata – Desperadospitsmuis
- Crocidura dewi
- Crocidura dhofarensis – Dhofarspitsmuis
- Crocidura dolichura
- Crocidura douceti
- Crocidura dracula
- Crocidura dsinezumi
- Crocidura eburnea
- Crocidura eisentrauti – Eisentrauts spitsmuis
- Crocidura elgonius
- Crocidura elongata
- Crocidura erica
- Crocidura fimbriata
- Crocidura fingui
- Crocidura fischeri
- Crocidura flavescens – Grote wimperspitsmuis
- Crocidura floweri
- Crocidura foetida
- Crocidura foxi
- Crocidura fuliginosa
- Crocidura fulvastra
- Crocidura fumosa
- Crocidura fuscomurina
- Crocidura gathornei
- Crocidura glassi
- Crocidura goliath – Goliathspitsmuis
- Crocidura gracilipes – Peters' muskusspitsmuis
- Crocidura grandiceps
- Crocidura grandis
- Crocidura grassei
- Crocidura grayi
- Crocidura greenwoodi
- Crocidura gueldenstaedtii
- Crocidura guy
- Crocidura harenna
- Crocidura hikmiya
- Crocidura hildegardeae
- Crocidura hilliana
- Crocidura hirta
- Crocidura hispida
- Crocidura horsfieldii
- Crocidura huangshanensis
- Crocidura hutanis
- Crocidura iculisma
- Crocidura indochinensis
- Crocidura jacksoni
- Crocidura jenkinsi – Jenkins' spitsmuis
- Crocidura jouvenetae
- Crocidura katinka
- Crocidura kegoensis
- Crocidura lamottei
- Crocidura lanosa
- Crocidura lasiura
- Crocidura latona
- Crocidura lea
- Crocidura lepidura
- Crocidura leucodon – Veldspitsmuis
- Crocidura levicula
- Crocidura littoralis
- Crocidura longipes
- Crocidura lucina
- Crocidura ludia
- Crocidura luna
- Crocidura lusitania
- Crocidura lwiroensis
- Crocidura macarthuri
- Crocidura macmillani – Macmillans spitsmuis
- Crocidura macowi – Macows spitsmuis
- Crocidura makeda
- Crocidura malayana
- Crocidura manengubae
- Crocidura maquassiensis
- Crocidura mariquensis
- Crocidura maurisca
- Crocidura maxi
- Crocidura mdumai
- Crocidura mediocris
- Crocidura medogensis
- Crocidura microelongata
- Crocidura mindorus
- Crocidura miya
- Crocidura monax
- Crocidura monticola
- Crocidura montis
- Crocidura munissii
- Crocidura muricauda
- Crocidura musseri
- Crocidura mutesae
- Crocidura nana
- Crocidura nanilla
- Crocidura narcondamica
- Crocidura neglecta
- Crocidura negrina – Negrosspitsmuis
- Crocidura newmarki
- Crocidura nicobarica
- Crocidura nigeriae
- Crocidura nigricans
- Crocidura nigripes
- Crocidura nigrofusca
- Crocidura nimbae
- Crocidura nimbasilvanus
- Crocidura ninoyi
- Crocidura niobe
- Crocidura normalis
- Crocidura obscurior
- Crocidura olivieri
- Crocidura ordinaria
- Crocidura orientalis
- Crocidura orii
- Crocidura pachyura
- Crocidura palawanensis
- Crocidura pallida
- Crocidura panayensis
- Crocidura paradoxura
- Crocidura parva
- Crocidura parvipes
- Crocidura pasha
- Crocidura pergrisea
- Crocidura persica
- Crocidura phaeura – Gurambaspitsmuis
- Crocidura phanluongi
- Crocidura phuquocensis
- Crocidura picea – Pekzwarte spitsmuis
- Crocidura pitmani
- Crocidura planiceps
- Crocidura poensis
- Crocidura polia – Donkere spitsmuis
- Crocidura pseudorhoditis
- Crocidura pullata
- Crocidura quasielongata
- Crocidura raineyi – Raineys spitsmuis
- Crocidura ramona
- Crocidura rapax
- Crocidura religiosa
- Crocidura rhoditis
- Crocidura roosevelti
- Crocidura russula – Huisspitsmuis
- Crocidura salonga
- Crocidura sapaensis
- Crocidura selina
- Crocidura serezkyensis
- Crocidura shantungensis
- Crocidura sibirica
- Crocidura sicula – Siciliaanse spitsmuis
- Crocidura silacea
- Crocidura similiturba
- Crocidura smithii – Woestijnwimperspitsmuis
- Crocidura sokolovi
- Crocidura solita
- Crocidura somalica
- Crocidura stenocephala
- Crocidura suaveolens – Tuinspitsmuis
- Crocidura susiana
- Crocidura tadae
- Crocidura tanakae
- Crocidura tansaniana
- Crocidura tarella
- Crocidura tarfayaensis
- Crocidura telfordi – Telfords spitsmuis
- Crocidura tenebrosa
- Crocidura tenuis
- Crocidura theresae
- Crocidura thomensis
- Crocidura trichura
- Crocidura turba
- Crocidura ultima – Ultieme spitsmuis
- Crocidura umbra
- Crocidura usambarae
- Crocidura viaria
- Crocidura virgata
- Crocidura voi
- Crocidura vorax
- Crocidura vosmaeri
- Crocidura watasei
- Crocidura whitakeri
- Crocidura wimmeri
- Crocidura wuchihensis
- Crocidura xantippe
- Crocidura yaldeni
- Crocidura yankariensis
- Crocidura zaphiri
- Crocidura zarudnyi
- Crocidura zhadaensis
- Crocidura zimmeri
- Crocidura zimmermanni – Zimmermanns spitsmuis